# Branchipus schaefferi
Branchipus schaefferi är en kräftdjursart som beskrevs av Fischer 1834. Branchipus schaefferi ingår i släktet Branchipus och familjen Branchipodidae. Inga underarter finns listade.

## Bildgalleri

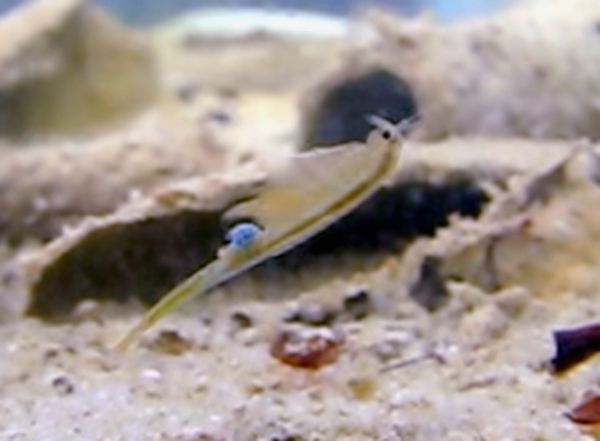